# Municipio de Baldwin (condado de Delta)
El municipio de Baldwin (en inglés: Baldwin Township) es un municipio ubicado en el condado de Delta en el estado estadounidense de Míchigan. En el año 2010 tenía una población de 759 habitantes y una densidad poblacional de 3,48 personas por km².

## Geografía
El municipio de Baldwin se encuentra ubicado en las coordenadas 46°0′9″N 87°5′51″O / 46.00250, -87.09750. Según la Oficina del Censo de los Estados Unidos, el municipio tiene una superficie total de 218.1 km², de la cual 217,19 km² corresponden a tierra firme y (0,41 %) 0,9 km² es agua.

## Demografía
Según el censo de 2010, había 759 personas residiendo en el municipio de Baldwin. La densidad de población era de 3,48 hab./km². De los 759 habitantes, el municipio de Baldwin estaba compuesto por el 93,68 % blancos, el 3,69 % eran amerindios, el 0,53 % eran de otras razas y el 2,11 % eran de una mezcla de razas. Del total de la población el 0,79 % eran hispanos o latinos de cualquier raza.